# Loxosceles reclusa
La araña ermitaña parda, araña violinista o araña reclusa marrón (Loxosceles reclusa) es una especie de araña que pertenece al género Loxosceles de la familia Sicariidae. Es una araña con un potente veneno necrótico y es una de las dos arañas (junto a la viuda negra) de importancia médica en América del Norte.

## Distribución y hábitat
La distribución geográfica de Loxosceles reclusa es amplia en los Estados Unidos, compartiendo su distribución con México, Centroamérica hasta Panamá. Habita entre piedras, cúmulos de maderas o leña.

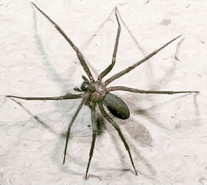
Loxosceles reclusa parda

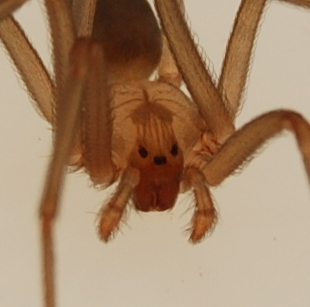
La reclusa parda posee tres pares de ojos, a diferencia de la mayor parte de las arañas. Obsérvese su marca en forma de violín.

## Descripción
Tiene un color morado con café muy claro, y su aspecto es más bien pequeño, algo menor que la araña de los rincones (Loxosceles laeta), su prima sudamericana. Para su identificación definitiva es imprescindible examinar los ojos. Aunque la mayoría de las arañas tienen ocho ojos, las especies del género Loxosceles tienen seis ojos dispuestos en pares (díadas) con un par mediano y dos pares laterales. Sólo algunas otras especies de arañas tienen tres pares de ojos dispuestos de esta manera, como por ejemplo los escitódidos. Las reclusas Loxosceles no tienen patrones de coloración evidentes en el abdomen ni las patas, y las patas carecen de pelos. El abdomen está cubierto de pelos cortos finos que, cuando se ve sin aumento, dan la apariencia de ser piel suave.

## Ciclo de vida
La reclusa parda tiene un ciclo de vida de uno a dos años. Cada hembra produce varios sacos de huevos en un período de dos a tres meses, de mayo a julio, con aproximadamente cincuenta huevos en cada saco. Los huevos eclosionan en aproximadamente un mes. Las arañas tienen alrededor de un año para crecer hasta la edad adulta. La reclusa parda es resistente y puede tolerar hasta seis meses de sequía extrema y escasez o ausencia de alimentos. En una ocasión se comprobó que un ejemplar sobrevivió en cautiverio controlado por más de cinco temporadas sin comida.

## Veneno

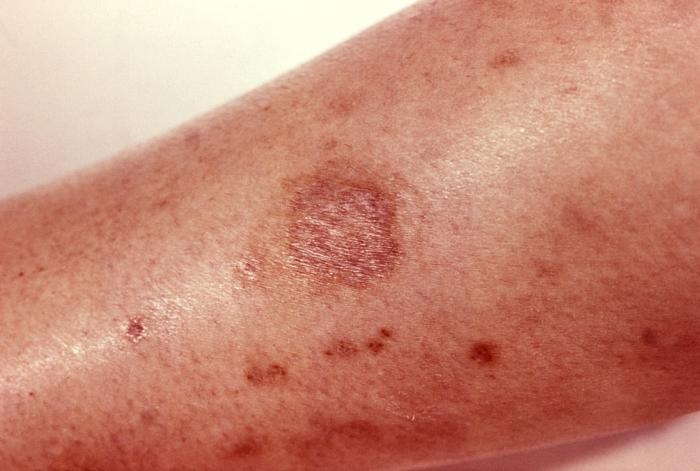
Mordedura de una loxosceles reclusa.

El veneno de la araña violinista o reclusa parda produce una serie de síntomas (muy común en arañas del género Loxosceles) conocido como Loxoscelismo. Este es caracterizado por heridas necróticas a causa de las hemotoxinas encontradas en su veneno. El loxoscelismo puede tener dos variantes: el cutáneo (que afecta las células y tejidos de la piel), y el visceral o sistémico (que sucede cuando el veneno entra en el torrente sanguíneo y es transportado a diferentes órganos del cuerpo, causando síntomas a nivel general). El 49% de las mordeduras no producen ningún tipo de síntoma, mientras que un 37% si terminan en heridas necróticas. El 14% restante de las mordeduras terminan en daño a nivel sistémico. Los síntomas típicos del loxoscelismo visceral son náuseas, vómitos, fiebre, erupciones y dolor articular o muscular. En raras ocasiones también se pueden presentar síntomas como la destrucción de glóbulos rojos (hemólisis), trombocitopenia, coagulación intravascular diseminada, daños en los órganos e incluso la muerte. La mayoría de las muertes suceden en niños menores de 7 años y en personas con un sistema inmune débil.
Aunque la mayoría de las mordeduras de la araña violinista no desarrollan ningún tipo de síntoma, los casos de loxoscelismo cutáneo son más frecuentes que los sistémicos. Si esto ocurre, la picadura se transforma en una úlcera necrótica que destruye los tejidos blandos y que puede llevar meses para curar, dejando una cicatriz profunda. La picadura se vuelve dolorosa y genera prurito alrededor de las 2 a 8 horas de haber sucedido. El dolor y otros síntomas locales empeoran a las 12 o 36 horas más tarde, y la necrosis se desarrolla los días siguientes. En ese lapso, la úlcera puede crecer hasta superar los 25 cm (10 pulgadas) de largo. A medida que pasa el tiempo, la herida se vuelve gangrenosa. En los casos más severos, el miembro afectado debe ser amputado.

### Precauciones
Es importante no pisar a esta araña, ya que su veneno de alta toxicidad es capaz de dejar residuos que pueden permeabilizarse por la piel.
La Loxosceles reclusa, al igual que su prima Loxosceles laeta, no tiene un comportamiento agresivo hacia los seres humanos y morderá únicamente en el caso de sentirse amenazada. Es importante evitar al máximo el contacto con las manos. Lo más recomendable es, en el lugar donde sea hallada, colocar un vaso de vidrio boca abajo sobre ella, e ir en busca de un frasco para su cuidadosa captura. Posterior a esto, soltarla en un hábitat libre de la presencia humana o en caso de no disponer de un lugar así en las cercanías, llevarla a la unidad de salud más cercana para su posterior canalización a laboratorios de ordeña especializados.